# Frans Scheepers
Frans Scheepers (Maasbracht, 6 augustus 1950 - Roermond, 26 april 2016) was een Nederlands dirigent, arrangeur, klarinettist en sopraansaxofonist.

## Levensloop
Scheepers begon als sopraansaxofonist in de Koninklijke Fanfare De Vriendenkring Montfort en als klarinettist bij de Koninklijke Harmonie Lentekrans Linne. Hij studeerde aan het Conservatorium Maastricht met de hoofdvakken klarinet, schoolmuziek en HaFa-directie. In 1984 behaalde hij zijn einddiploma.
Van 1976 tot 1994 was hij dirigent van de Koninklijke Harmonie Lentekrans Linne. Met dit orkest werd hij verschillende malen landskampioen binnen de Federatie van Katholieke Muziekbonden in Nederland met het hoogtepunt in 1989 in de concertafdeling. Verder was hij dirigent van de Rooms-Katholieke Gildenbondsharmonie te Boxtel, met wie hij in de superieure afdeling Brabants kampioen werd, van de Harmonie St. Caecilia Geulle, maar ook van de Harmonie "De Vriendenkrans", Heel en de Harmonie St. Caecilia, Schinveld. Van 2001 tot 2004 was hij als dirigent verbonden aan de Harmonie "Wilhelmina" Wolder, Maastricht en hij is ook gastdirigent aan het Prins Claus Conservatorium te Groningen. 
Scheepers is ook bekend voor zijn voortreffelijke arrangementen van klassieke werken voor harmonieorkest. 